# Batalla de Thull
La batalla de Thull es una batalla ficticia del universo de la novela de ficción Crónicas de Belgarath, en la que los ejércitos de Cthol Murg, comandados por Taur Urgas, y Mallorea fueron derrotados por las fuerzas de la coalición formada por los Rivanos, los Alorn, los Cerek, los Asturios, los Mimbranos, los Ulgos y el ejército imperial de Tolnedra, dirigida por Ce'Nedra, reina de Riva.

## Desarrollo de la batalla
La batalla se desarrolló en cuatro fases, con una sincronización perfecta por parte de los aliados.

### Fase 1 de la batalla
Para poder conseguir posiciones ventajosas, los aliados occidentales prepararon fortificaciones a lo largo de las fronteras e idearon un plan para enviar la flota cerek al mar del este, con el fin de destruir la flota malloreana. Sin embargo, para pasar, debían remontar el río.
Para evitar desmanes, se ideó una serie de ataques de distracción contra las aldeas de Thull mientras el grueso de las fuerzas continuaba hacia la capital sin casi incidentes.

### Fase 2 de la batalla
El comandante en jefe de las legiones tolnedranas preparó el ataque a un regimiento malloreano en avance hacia ellos, con un cuerpo de 5000 hombres de todos los reinos aliados, mientras el resto avanzaba.
Al llegar junto la capital, un comando ulgo penetró por los túneles, haciéndose con el control de la fortaleza.

### Fase 3: Defensa de la capital
Mientras murgos y malloreanos llegaban, el general Varana, jefe del ejército imperial y líder táctico de la campaña, dividió sus unidades, en total 200.000, a ambos lados del río, protegiendo los puentes que daban acceso a la capital. Su fin no era una victoria total, sino una distracción estratégica a fin de proteger el avance de la flota.

### Fase 4: Contraataque
Tras una encarnizada defensa con piqueros e infantería pesada de las legiones, el general Varana pasó a la ofensiva sobre el puente sur, atacando en combinación caballería ligera por los flancos, arqueros e infantería pesada. Aunque inferiores en número 20 a 1, lograron una victoria táctica, matando a Taur Urgas y desmoralizando a los murgos.
En cambio, el puente norte estaba bloqueado por trincheras malloreanas, apoyados por armas de asedio.
- Datos: Q5723039